# Onus
Onus (latin: onus) är ett äldre ord för pålaga i form av skatt av olika slag, tullavgifter, accis och dylikt. Ordet förekommer i svensk skrift sedan 1669.
Den latinska pluralformen onera används även i tyska, alternativt med nollplural Onus. I svenska rekommenderas endast nollpluralet onus.